# برنارد ویلیامز
سِر بِرنارد آرتور اُوِن ویلیامز (به انگلیسی: Bernard Arthur Owen Williams) (۲۰۰۳–۱۹۲۹) فیلسوف بریتانیایی و استاد دانشگاه کیمبریج و دانشگاه کالیفرنیا، برکلی بود. ویلیامز بابت آثارش در فلسفهٔ اخلاق و نیز نوشته‌هایش در تاریخ فلسفه (آثاری دربارهٔ افلاطون، دکارت، ویتگنشتاین، و دیگران) معروف است.
در فلسفهٔ اخلاق او از جمله بابت مقالهٔ «دلایلِ درونی و بیرونی» اش (۱۹۷۹) معروف است، که در آن استدلال می‌کند که دلایلِ شخص برای عمل همگی درونی هستند به این معنا که (مطابق توصیف تامس نیگل) «دلایل برای عمل لاجرم از انگیزه‌هایی نشأت می‌گیرند که شخص از قبل دارد؛ دلایل نمی‌توانند، فقط از طریق نیروی استدلال، خود به خود انگیزه ایجاد کنند».
ویلیامز در ۱۹۷۹ رئیس کمیتهٔ دولتی بریتانیا برای سانسور فیلم بود. این کمیته با به کار بستنِ اصل آسیب (از جان استوارت میل) استدلال کرد که ایجاد محدودیت‌ها نابجا خواهد بود اگر به نحو معقولی نتوان گفت که کسی دچار آسیب می‌شود، و نیز اینکه، در کلّ، جامعه مشکلات دیگری دارد که بهتر است نگران آنها باشد. کمیته این نظر را رد کرد که پورنوگرافی باعث گرایش به تعرضِ جنسی می‌شود.

## آثار
- اخلاق‌شناسی و مرزهای فلسفه

- (1978) Descartes: The Project of Pure Enquiry. Pelican.
- (1979) Internal and External Reasons, reprinted in Williams, Moral Luck, Cambridge University Press, 1981, pp. 101–113.